# Hrabstwo McPherson (Dakota Południowa)
Hrabstwo McPherson (ang. McPherson County) – hrabstwo w stanie Dakota Południowa w Stanach Zjednoczonych. Obszar całkowity hrabstwa obejmuje powierzchnię 1151,85 mil² (2983,28 km²). Według szacunków United States Census Bureau w roku 2009 miało 2439 mieszkańców.
Hrabstwo powstało w 1873 roku. Na jego terenie znajdują się następujące gminy (townships): Carl, Hoffman, Wachter, Wacker, Weber.

## Miejscowości
- Eureka
- Leola
- Long Lake
- Hillsview
- Wetonka